# Frank Cervell
Frank Rutger Cervell (Norrköping, 22 de febrero de 1907-Estocolmo, 3 de septiembre de 1970) fue un deportista sueco que compitió en esgrima, especialista en la modalidad de espada.
Participó en los Juegos Olímpicos de Londres 1948, obteniendo una medalla de bronce en la prueba por equipos. Ganó dos medallas en el Campeonato Mundial de Esgrima en los años 1937 y 1938.

## Palmarés internacional
| Juegos Olímpicos   | Juegos Olímpicos          | Juegos Olímpicos  | Juegos Olímpicos   |
| Año                | Lugar                     | Medalla           | Prueba             |
| ------------------ | ------------------------- | ----------------- | ------------------ |
| 1948               | Londres (Reino Unido)     | Medalla de bronce | Espada por equipos |
| Campeonato Mundial |                           |                   |                    |
| Año                | Lugar                     | Medalla           | Prueba             |
| 1937               | París (Francia)           | Medalla de bronce | Espada por equipos |
| 1938               | Pieštany (Checoslovaquia) | Medalla de plata  | Espada por equipos |